# Окель, Фёдор Петрович
Фёдор Петрович (Фридрих фон) Окель (нем. Friedrich von Ockel; 1814—1879) — почётный гоф-медик, доктор медицины, автор ряда научных трудов. Действительный статский советник (1867).

## Биография
Фридрих Окель родился 1 (13) мая 1814 года в Митаве в семье курляндского медика Пётра Фёдоровича Океля, что не могло не повлиять на юношу при выборе профессии. Он получил образование в Императорском Дерптском университете (1832—1836), а учёной степени доктор медицины был удостоен Императорской Санкт-Петербургской медико-хирургической академией.
Получив необходимые знания Окель работал врачом в Калинкинской больнице и Петербургской тюрьме, был ординатором Второго военного госпиталя, а с 1850 года директором и консультантом по ушным болезней в Максимилиановской лечебнице.
С 1850-х годов Окель принимал участие в работе Общества посещения бедных своими консультациями при лечебнице и трудоустройством бедных в заведениях этого Общества и других местах.
Окелю принадлежит несколько журнальных статей по его основной специальности — отологии, помещенных большей частью в «St.-Petersb. Med. Leitoschrift».

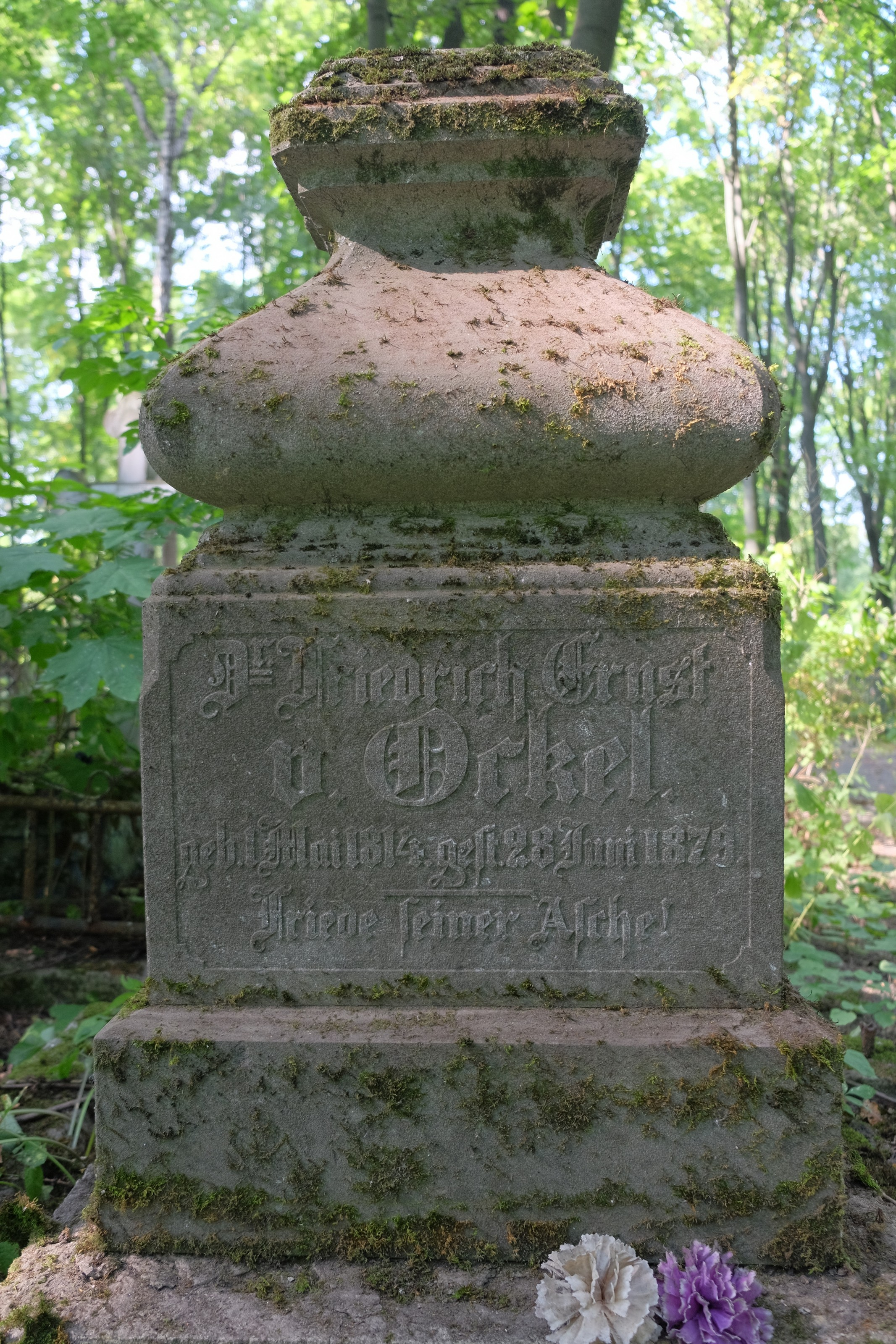
Могила Фёдора Петровича (Фридриха фон) Океля на Волковском лютеранском кладбище

Фёдор Петрович Окель скончался 28 июня (10 июля) 1879 года в собственном имении близ Лигово. Похоронен на Волковском лютеранском кладбище.